# 카젬 알하에리
그랜드 아야톨라 카젬 알하에리(영어: Kazem al-Husseini al-Haeri, 아랍어: كاظم حسيني حائري, 1938년 ~ ) 또는 카뎀 알후세이니 알하에리(Kadhem al-Husseini al-Haeri)는 주요한 시아파 지도자의 한 사람이다.
알하에리는 이란에서 태어났지만 이라크로 옮겨가 그곳에서 시아파 공동체를 이끌었다. 그는 이라크 이슬람 다와당의 최고지도자였다. 이 당에 관여한 탓에 그는 1970년대에 망명을 떠나게 된다. 이란으로 옮겨간 이래 현재까지 알하에리는 성지 쿰에 살고 있다.
그는 아야톨라 모하마드 사데크 알사드르의 후계자로 간주되며, 현재 알사드르의 아들 무크타다 알사드르의 종교적 조언자이기도 하다. 알 사드르와 마찬가지로 알 하에리는 이라크 이슬람 국가의 지지자이며, 시아파 국가에서 정교분리를 주장하는 알리 알시스타니 같은 성직자와 대립하고 있다.

## 무크타다 알사드르와의 관계
알하에리는 무크타다 알사드르의 아버지의 후계자로 간주되지만, 1970년대 이래 이란에서 살고 있기 때문에 이 지위를 완전히 확보하지는 못하고 있다. 알하에리는 마르자 지위에 도달한 반면 무크타다 알사드르는 그렇지 못하기 때문에, 망명 상태임에도 불구하고 알하에리는 이슬람법에 관해 젊은 알사드르의 조언자 역할을 맡고 있다.
즉, 알하에리는 알사드르의 정당성의 핵심 원천 중 하나이다. 알사드르는 전에 알하에리가 명령한다면, 자신은 사이드 모하마드 바키르 알하킴과 협력하겠다고 언명한 바 있다. 그러나 이런 일은 일어나지 않았다. 아버지 알사드르는 알하킴과 경쟁 관계에 있었기 때문에, 이는 놀랄 일이 아니다.
알하에리는 또한 미국 주도의 이라크 점령에 반대하는 파트와를 발표하였다. 그러나 그는 자신의 이름을 걸고 2004년 4월 미국에 대항해 무장투쟁을 개시한 것에 대해서 공개적으로 무크타다 알사드르를 비판하였다.

## 같이 보기
- 아야톨라